# Alexander MacMillan (Hymnologe)
Alexander MacMillan (* 19. Oktober 1864 in Edinburgh; † 5. Mai 1961 in Toronto) war ein kanadischer presbyterianischer Pfarrer und Hymnologe.

## Leben
MacMillan studierte an der University of Edinburgh und wurde nach dem Abschluss 1887 als Pfarrer der Presbyterian Church of Scotland ordiniert. Er ging dann nach Kanada und wirkte an presbyterianischen und unierten Kirchen in Huron County und in Mimico. 1893 wurde er Mitglied des Komitees zur Erarbeitung des Presbyterian Book of Praise, das 1904 erschien. Mit W. S. Milner gab er 1912 das University Hymn Book heraus.
1914 wurde MacMillan Sekretär des Committee on Church Praise. Er gab Vorlesungen in Hymnologie und Kirchenmusik an theologischen Kollegs und gab 1918 das Book of Praise heraus. Am 1922 erschienen Ukrainian Book of Praise war er als Mitherausgeber beteiligt. Nach der Vereinigung der presbyterianischen, methodistischen und kongregationalistischen Kirchen in Kanada 1925 wurde er Sekretär des Committee on Church Worship and Ritual der United Church of Canada.
Er gab 1931 das Hymnary of the United Church of Canada heraus und verfasste die Stories of Our Hymns (1930) und Hymns of the Church (1935, 1965). MacMillan hatte vier Kinder. Sein Sohn Ernest MacMillan wurde als Komponist bekannt. Die Tochter Winifred war mit dem Dirigenten Ettore Mazzoleni verheiratet und trat als Pianistin im Duo mit Kathleen Irwin auf. Eine Sammlung autobiographischer Texte aus den Jahren 1940 bis 1945 erschien 1988 unter dem Titel Looking back: reminiscences of the Rev. Alexander MacMillan, D.D., Mus. D., 1864–1961.